# Övervakningskapitalism
Övervakningskapitalismen är ett paraplybegrepp för att beskriva omvandlingen av användardata till en handelsvara. Sedan 2014 har socialpsykolog Shoshana Zuboff använt och populariserat termen.
Zuboff presenterade begreppet övervakningskapitalism 2014 i en essä i Frankfurter Allgemeine Zeitung.

## Teori
Shoshana Zuboffs bok Övervakningskapitalismens tidsålder publicerades den 15 januari 2019. Det är en detaljerad undersökning av övervakningskapitalismens enastående kraft och företags strävan efter att förutsäga och kontrollera vårt beteende. Zuboff identifierar fyra nyckelfunktioner i övervakningskapitalismens logik och följer uttryckligen de fyra nyckelfunktioner som identifierats av Googles chefsekonom, Hal Varian:
1. En strävan efter mer samla in mer data och göra flera analyser.
2. Utveckling av nya avtalsformer som använder datorövervakning och automatisering.
3. Lusten att anpassa och skräddarsy de tjänster som erbjuds användare av digitala plattformar.
4. Användningen av den tekniska infrastrukturen för att genomföra kontinuerliga experiment med sina användare och konsumenter.